# Priesterseminar Salzburg

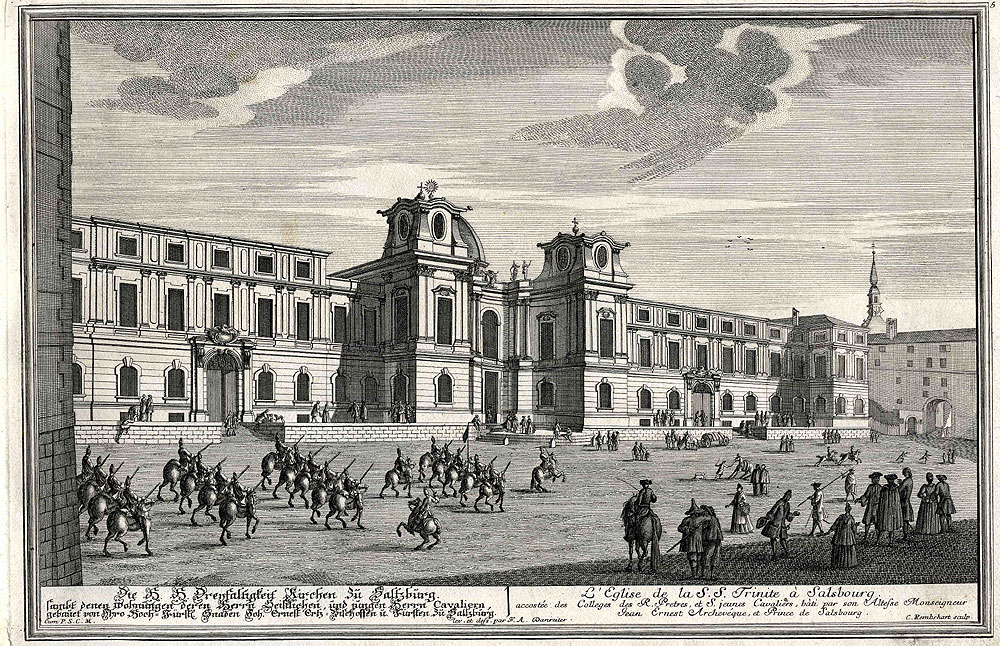
Hauptfront 1735 nach Franz Anton Danreiter

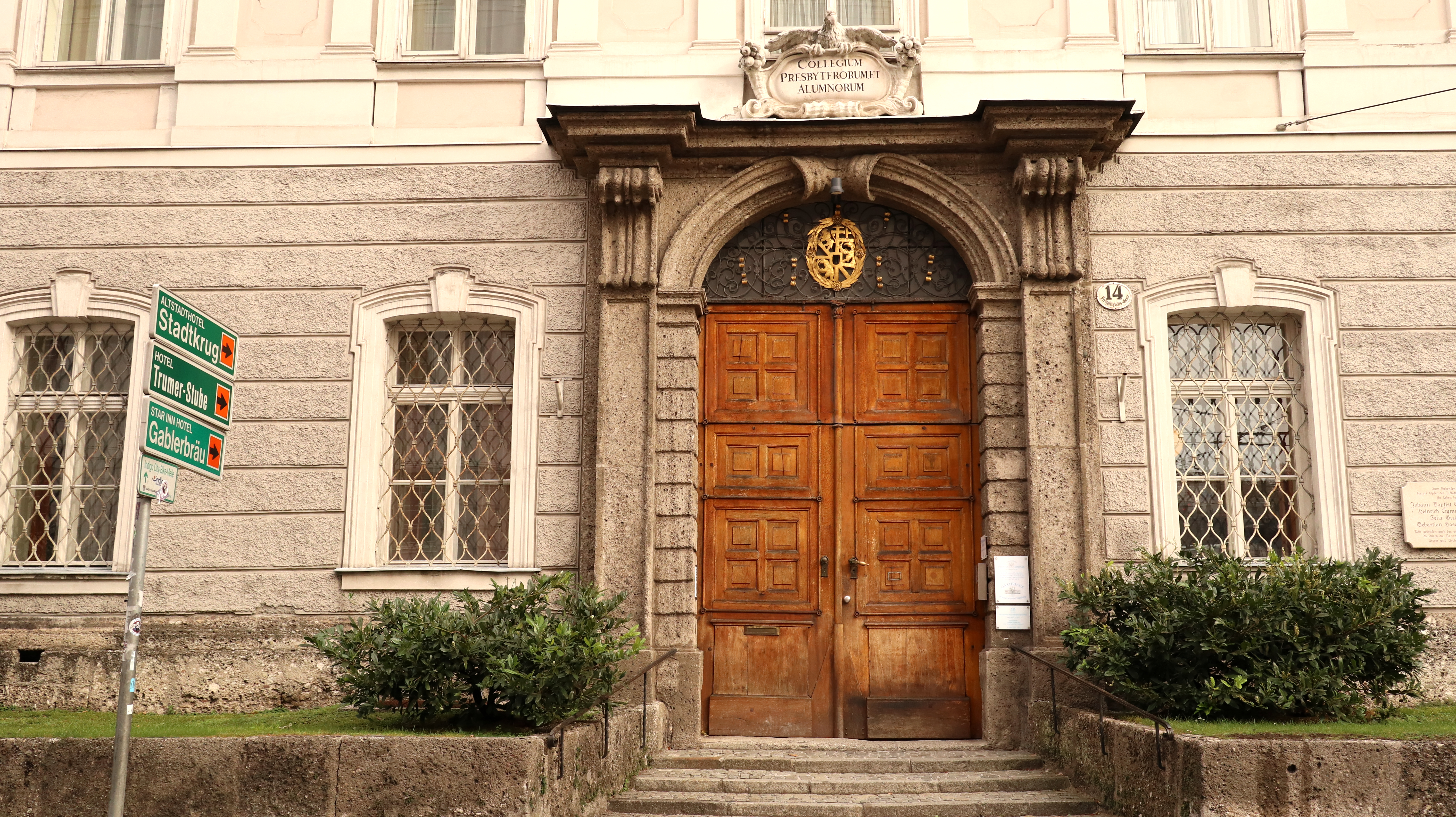
Pforte des Priesterhauses, 2018

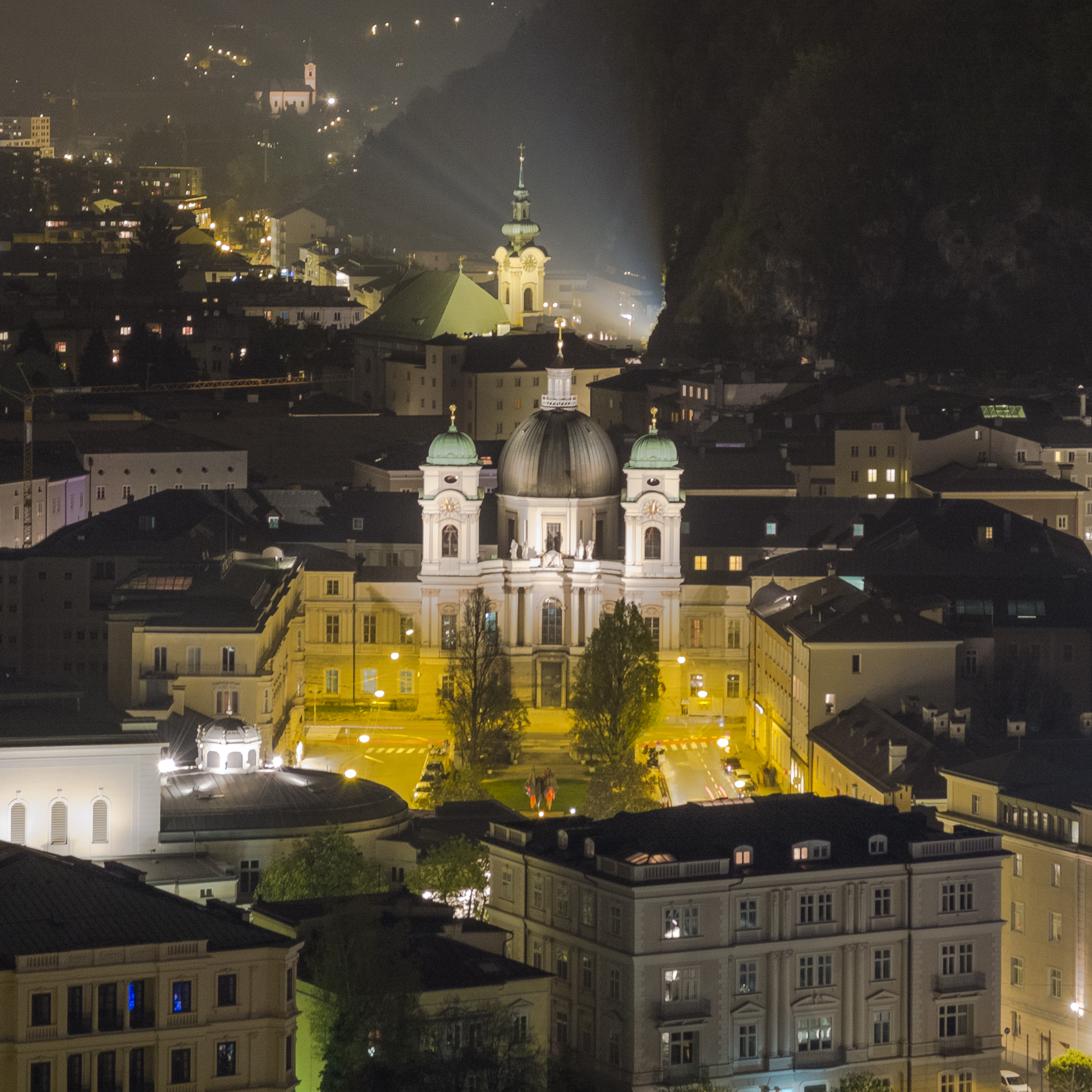
Hauptfront mit Kirche am Makartplatz bei Nacht

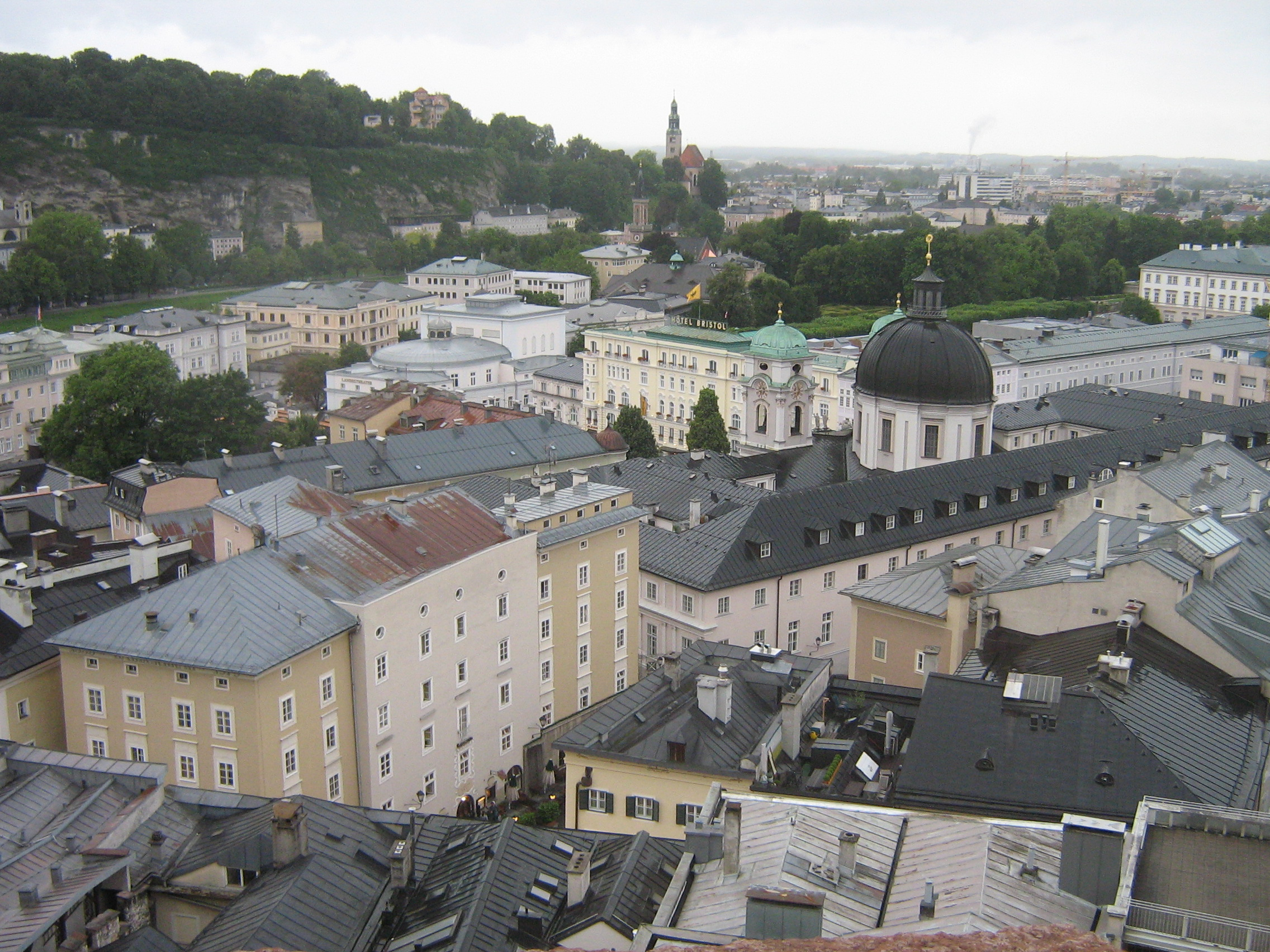
Rückfront Priesterhausgasse Ecke Richard-Mayr-Gasse

Das Priesterseminar bzw. Priesterhaus steht mit der in der Hauptfront mittigen Dreifaltigkeitskirche in der Dreifaltigkeitsgasse am Makartplatz in der Altstadt rechts der Salzach in der Stadtgemeinde Salzburg. Die Kirche und das Priesterseminar stehen unter Denkmalschutz (Listeneintrag).

## Geschichte
Bedingt durch einen Felsabsturz (1669) vom Mönchsberg mit der Zerstörung etlicher Gebäude und zahlreichen Toten wurde auch das dortige Priesterseminar zerstört.
Unter der Regierung von Fürsterzbischof Graf Johann Ernst von Thun und Hohenstein (1687) wurde der Umbau Salzburgs in eine barocke Stadt weitergeführt und vollendet. Nach mehreren Versuchen wurde erst 1693 vom Fürsterzbischof dem kaiserlichen Hofarchitekten Johann Bernhard Fischer von Erlach im damals spärlich besiedelten Vorstadtviertel die Planung und Bauaufsicht übertragen. Die Stiftung nennt 1694 ein Priesterhaus und das Knabenkolleg Collegium Virgilianum. Mit der Bauausführung wurde der dem Domkapitel Salzburg angehörende Maurermeister Sebastian Stumpfegger beauftragt. Am 14. Juni 1699 wurde die Dreifaltigkeitskirche vom Fürstbischof von Chiemsee Sigmund Carl von Castel-Barco im Beisein des inzwischen erblindeten Stifters geweiht. Die Bauarbeiten wurden 1702 abgeschlossen.
Nachdem 1747 das vorgestellte Leihhaus baulich erhöht wurde, beauftragte der Erzbischof Sigismund III. Christoph von Schrattenbach 1757 die Erhöhung der zwei Türme um 20 Fuß (circa 7,5 m). Der Salzburger Stadtbrand 1818 ging vom südlichen Trakt des Priesterhaues aus. Kirche und Gebäude waren dabei schwerstens in Mitleidenschaft gezogen worden, sie wurden modifiziert wieder aufgebaut bzw. saniert.

## Architektur
Zur mittigen Kirche siehe: Dreifaltigkeitskirche
Die Hauptfront hat zwei zweiachsige vorspringende Eckrisalite, dem folgen zwischen zwei zweiachsigen Rücklagen zwei fünfachsige Mittelteile, mittig die Hauptfront der Dreifaltigkeitskirche flankiert von zwei Eckrisaliten mit Turmabschluss. Die Fassade hat eine Erdgeschoßquaderung, im Obergeschoß Doppelpilaster und im Attikageschoß entsprechende Lisenen und Rechteckfenster. An den Seitenfronten links in der Bergstraße und rechts in der Richard-Mayr-Gasse wurde die Fassadengliederung der Hauptfront weitergeführt, während die Rückfront in der Priesterhausgasse als glatte Fassade mit einem Kordongesimsband ausgeführt wurde.
Der langgezogene rechteckige Gebäudeblock hat durch die mittig querende Kirche zwei rechteckige Innenhöfe. Die Innenhöfe haben im Erdgeschoß offene und teils vermauerte Pfeilerarkaden. Im linken Hof steht mittig ein Brunnen mit einer Statue hl. Petrus vom Bildhauer Josef Anton Pfaffinger (1741) und bronzenen Tierköpfen als Auslauf.